# Цамс
Цамс (нім. Zams) — громада округу Ландек у землі Тіроль, Австрія.
Цамс лежить на висоті 767 м над рівнем моря і займає площу 125,04 км². Громада налічує 3273 мешканців.
Густота населення 26/км².
|                               |
| Цамс на мапі округу та землі. |

 Адреса управління громади: Hauptstraße 53, 6511 Zams.